# Križ (gmina Sevnica)
Križ – wieś w Słowenii, w gminie Sevnica. W 2018 roku liczyła 106 mieszkańców.